# Charadra pata
Charadra pata là một loài bướm đêm thuộc họ Noctuidae. Nó là loài duy nhất được tìm thấy ở Guatemala City in Guatemala.
Không rõ về đặc tính sinh vật, dù chúng có thể ăn cây sồi.